# Station Frelsdorf
Station Frelsdorf (Bahnhof Frelsdorf) is een spoorwegstation in de Duitse plaats Frelsdorf, in de deelstaat Nedersaksen. Rond het station is een aparte wijk van Frelsdorf ontstaan. Het onder Beverstedt ressorterende dorpje Frelsdorf ligt ongeveer 3 kilometer ten zuiden van het station. Het station ligt aan de spoorlijn Bremerhaven-Wulsdorf - Buchholz. Het station telt één perronspoor.
Op het station stoppen alleen treinen van de EVB. Het station is niet in beheer bij DB Station&Service AG, maar in beheer bij de EVB. Hierdoor is het station niet gecategoriseerd. 

## Treinverbindingen
De volgende treinserie doet station Frelsdorf aan:
| Serie | Treinsoort         | Route                                                                               | Bijzonderheden |
| ----- | ------------------ | ----------------------------------------------------------------------------------- | -------------- |
| RB 33 | Regionalbahn (EVB) | Buxtehude – Bremervörde – Frelsdorf – Bremerhaven Hbf – Bremerhaven-Lehe – Cuxhaven |                |